# Diptychandra
Diptychandra là một chi thực vật có hoa trong họ Đậu.